# Testigo de hielo

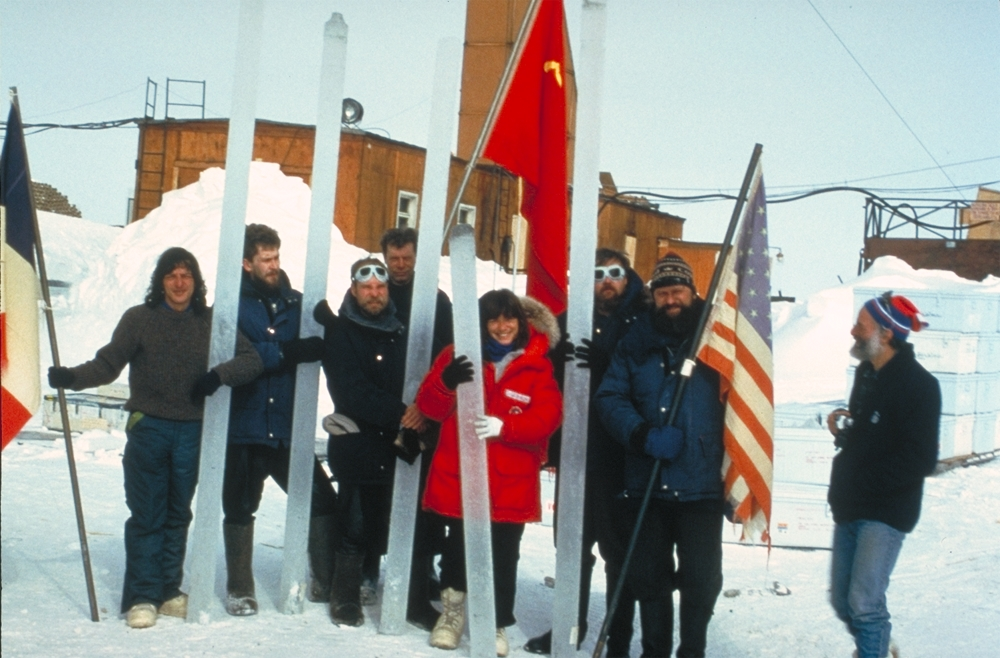
Equipo de la base Vostok con testigos de hielo sin procesar. Los testigos extraídos suelen tener de 4 a 6 m, pero son cortados en secciones de 1 m. Los contenedores que se observan al fondo se utilizan para transportar estas secciones.

Un testigo de hielo o núcleo de hielo es una muestra cilíndrica de hielo, que se obtiene mediante la perforación del sustrato a diferentes profundidades. El término core ("núcleo" en inglés) se traduce como testigo o, sencillamente, muestra. 
La utilidad de los testigos de hielo consiste en que ofrecen la posibilidad de estudiar las características del hielo acumulado en el curso del largos intervalos temporales, representados por los estratos de hielo de apariencia y composición diferente. Puesto que estas características, a su vez, pueden relacionarse con diversos acontecimientos de interés científico, los resultados del análisis de los testigo de hielo constituyen potentes indicadores de hechos o procesos del pasado; de allí su uso en paleoclimatología, vulcanología y geología, entre otras disciplinas.

Muestra GISP2 de hielo a 1837 metro de prof. donde se ven claramente las capas anuales.

## Vostok

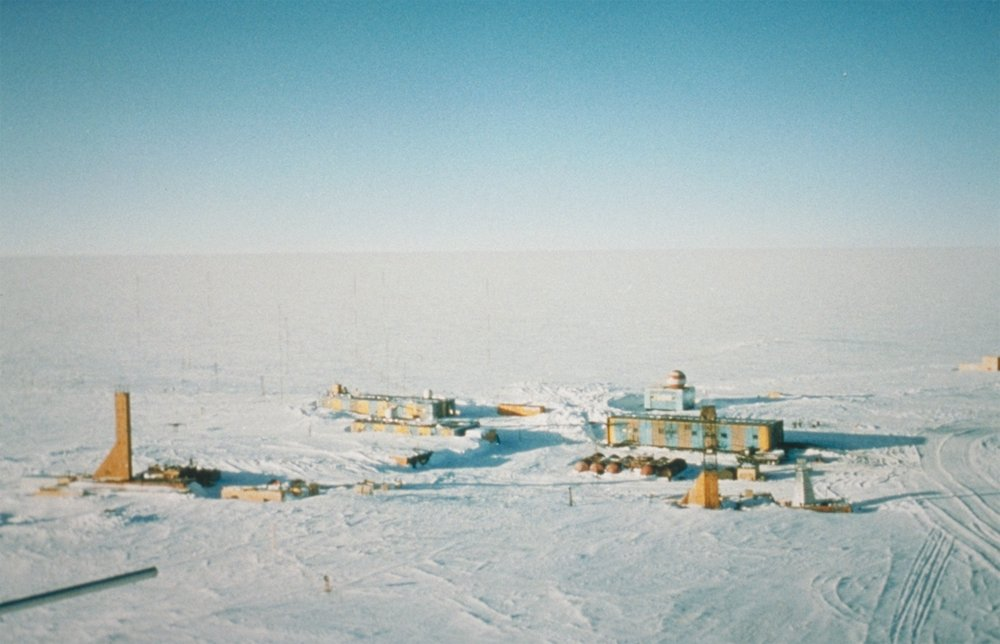
Base Vostok

En 2003, la perforación más profunda hasta ese momento se dio en la base Vostok. Alcanzó a 420 000 años, revelando 4 periodos glaciares. El agujero se paró justo encima del lago Vostok. Las muestras más profundas no se subían en una probeta, sino que subían en el flujo de derritos; esto complica ligeramente el fechaje y la interpretación. La información de las muestras de Vostok están  disponibles.
Se ha detectado alguna contaminación del hielo. Los niveles de plomo en el exterior de las muestras es mucho mayor que en su interior. En las muestras de hielo de Vostok (Antártida), las partes externas de las muestras tienen 3 a 2 órdenes de magnitud más altos de carga bacteriana, y carbono orgánico disuelto que su parte interna, como resultado de las maniobras de perforado y manipuleo.